# Velký Karlov
Velký Karlov è un comune della Repubblica Ceca facente parte del distretto di Znojmo, in Moravia Meridionale.